# Viseur de bombardement Mark XIV

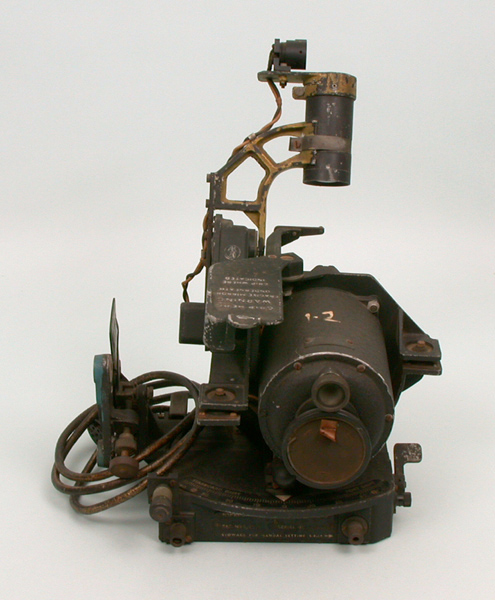
Le viseur de bombardement Mark XIV.

Le viseur de bombardement Mark XIV (en anglais : Mark XIV bomb sight) est un viseur de bombardement développé par le Bomber Command de la Royal Air Force (RAF) pendant la Seconde Guerre mondiale. Il était également connu sous le nom de viseur Blackett (Blackett sight) d'après son principal inventeur, Patrick Blackett.
C'est le viseur de bombardement standard de la RAF pour la seconde moitié de la guerre.